# بادئة (طفل)
البادئة (طفل) هي البادئات التي تأتي من البادئة اليونانية "παίδ -" (pais) التي تعني عادة الأولاد  وكذلك الأطفال  ، على الرغم من كونها معاصرة ، فإنها أكثر ارتباطًا بكلمة الأطفال ، انظر على سبيل المثال:
• طب الأطفال
•أصول تربية
•علم المحيطات (دراسة الأطفال)
•الاعتداء الجنسي على الأطفال
Pedo- يمكن أن يشير أيضًا إلى التربة:
علم المحيطات (دراسة التربة)
•يمكن أيضًا أن يشير ped- و pedo- إلى القدم:
•مشاة
•قاعدة التمثال
•باديكير
•عداد الخطى